# Азербайджанское радио
Азербайджанское радио — государственная радиостанция Азербайджана. Составная часть АО «Азербайджанское телевидение и радиовещание».

## История

### История радиостанции
6 ноября 1926 года из установленных на улицах столицы репродукторов была услышана фраза «Говорит Баку!». 13 мая 1928 года Советом Народных Комиссаров Азербайджанской ССР был утвержден устав радио. 
В июле 1941 года азербайджанское радио создало две редакции на турецком и персидском языках. Редакции программ на турецком языке возглавил Адиль Эфендиев. За вещание на персидском языке отвечал Гулам Мамедли. 
С 1951 года для азербайджанцев, живущих за границей, ежедневно в течение часа транслировались программы на азербайджанском языке. В 1950-х годах эту редакцию возглавил Мухтар Гаджиев. 
В 1959 году на азербайджанском радио запущено вещание арабских программ. 
Первым диктором радио был Исмаил Алибеков - студент Азербайджанского политехнического института. 
Первой женщиной — диктором Азербайджана является Рая Иманзаде. На следующем этапе развития азербайджанского радио работали такие дикторы как Фатма Джаббарова, Зюлейха Гаджиева, Гультекин Джаббарлы, Айдын Гарадагли, Низами Мамедов, Сабутай Гулиев, Рамиз Мустафаев.
В 2005 году на базе Государственной телерадиовещательной компании создано ЗАО «Азербайджанское телевидение и радиовещание», на базе государственной компании телевизионных и радио передач создано ЗАО «Программы Азербайджанского телевидения и радио». 

### История радиовещания
22 апреля 1925 года Совет Народных Комиссаров Азербайджанской ССР принял решение о строительстве в Баку широкополосной радиостанции с охватом 600 кубических метров. 13 мая 1928 года утверждён регламент радиосвязи. 
В 1920—25-х годах в Баку действовала одна радиостанция. Через год число радиопередатчиков достигло 110. В 1930 году количество радиопередатчиков составило 269. К концу 1932 года их число достигло 20 409. Радио стало играть ключевую роль в развитии культуры.  
В апреле 1932 года Управление радиовещания было изъято из Азербайджанского Центрального исполнительного комитета (АзЦИК) и подчинено Совету Народных Комиссаров. 5 июля 1932 года создан Центральный комитет радиовещания. 5 мая 1933 года в Совете Народных Комиссаров создан Комитет по радио и телевидению. 
В 1936 году в результате запуска 35-киловаттовой радиостанции передачи азербайджанского радио были услышаны на Кавказе, в Узбекистане, Туркменистане и даже на восточном побережье Чёрного моря. 
В августе 1939 года Комитет по радио и телевидению стал Радиоинформационным комитетом. 
В конце 1940 года количество радиопередатчиков в стране достигло 51 000. Местные радиопередачи были переопределены в 32 районах. В 1941 году радиопередачи стали передаваться в Турции и Иране. 
В 1953 году Комитет радиовещания подчинен Министерству культуры и переименован в Департамент радиоинформации Министерства культуры. 
В 1957 году Управление радиоинформации и Бакинская телевизионная студия были объединены, и создан Комитет по радио и телевидению при Совете Министров Азерабйджанской ССР.
В 1961 году в городах Гянджа, Гейчай и Шуша запущены радиостанции.  
В 1970 году создан Государственный комитет радиовещания и телевидения. В 1991 году Государственный комитет телевидения и радиовещания стал компанией.

## Структура
- Главная дирекция программ (отделы: «Программа и координация», «Выпуск», «Дикторы и ведущие», «Фонд и оперативная фонотека», «Режиссеры»)
- Главная редакция «Новости»
- Главная редакция «Утренние и музыкальные передачи»
- Главная редакция литературно-драматических и фольклорных передач
- Главная редакция музыкальных передач
- Главная редакция детских и юношеских передач
- Дирекция программ международного радио[4]